# Economia de Tuvalu
Tuvalu é uma nação insular polinésia localizada no Oceano Pacífico, a meio caminho entre o Havaí e a Austrália, com uma população de 11 192 habitantes, segundo o censo de 2017. A economia de Tuvalu é limitada por sua localização remota e pela ausência de economias de escala. As receitas do governo provêm, sobretudo, de licenças de pesca (pagas principalmente no âmbito do Tratado do Atum do Pacífico Sul); doações diretas de doadores internacionais ( doações do governo e do Banco Asiático de Desenvolvimento); e receitas do Fundo Soberano de Tuvalu. O aluguel de seu domínio de topo (TLD) .tv, altamente fortuito, também contribui para a receita. A venda de selos desde a independência de Tuvalu em 1976 tem sido uma importante fonte de receita para o país e o governo. Entretanto, essa receita diminuiu significativamente nos últimos anos. Tuvalu quase não tem turismo. Não há guias turísticos, operadoras de turismo ou atividades organizadas, e nenhum navio de cruzeiro visita o país.
As estatísticas do Banco Mundial descrevem que, em 2010, Tuvalu produziu um Produto Interno Bruto de nível inferior de 31 350 804 dólares e uma Renda Nacional Bruta de 4 760, em comparação com outros estados PEID do Pacífico, como Kiribati, com 2 010, e as Ilhas Marshall, com 3 640 dólares. Uma grande parte da renda nacional vem do emprego de 15% dos tuvaluanos adultos do sexo masculino fora do país no setor marítimo. O valor dessas remessas foi avaliado em 4 milhões de dólares australianos (estimativa de 2006) e, em média, representa 10% do PIB. Um relatório da ONU faz referência ao fato de que esses fluxos de receita são vulneráveis a flutuações macroeconômicas, enquanto o orçamento nacional permanece fortemente subsidiado por meio de ajuda internacional e esquemas de financiamento, como o Tuvalu Trust Fund, com uma forte dependência da importação de alimentos, estimada em 15,5 milhões de dólares americanos em 2007.

Localização de Tuvalu

O Fundo Soberano de Tuvalu foi criado em 1987 pelo Reino Unido, Austrália e Nova Zelândia para compensar os déficits nacionais, apoiar o desenvolvimento econômico e ajudar a nação a obter maior autonomia financeira. O Fundo contribuiu com cerca de A$ 79 milhões, 15% do orçamento anual do governo, todos os anos desde 1990. Com um volume de capital de cerca de 2,5 vezes o PIB, o fundo soberano oferece um importante alívio para as voláteis fontes de renda de Tuvalu provenientes da pesca e dos royalties da venda do domínio .tv. Tuvalu entrou para o Fundo Monetário Internacional (FMI) em 24 de junho de 2010. Em 5 de agosto de 2012, o conselho executivo do FMI concluiu a consulta do Artigo IV com Tuvalu e avaliou a sua economia: "Uma lenta recuperação está em andamento em Tuvalu, mas há riscos importantes. O PIB cresceu em 2011 pela primeira vez desde a crise financeira global, impulsionado pelo setor de varejo privado e pelos gastos com educação."
O aumento da inflação em 2022 deveu-se ao rápido aumento do custo dos alimentos resultante de uma seca que afetou a produção e ao aumento dos preços globais dos alimentos, após a invasão da Ucrânia pela Rússia. As importações de alimentos representam 19% do PIB de Tuvalu, enquanto a agricultura representa apenas 10% do PIB. O governo declarou estado de emergência nacional em novembro de 2022 como consequência de uma seca que esgotou o abastecimento de água. O governo respondeu ao aumento da inflação por meio de "pagamentos de mitigação da inflação" não direcionados (totalizando 400 000 dólares australianos, aproximadamente 40 dólares por família qualificada) e expandindo a lista de produtos sujeitos a controle de preços. Em 2023, a consulta do Artigo IV do FMI com Tuvalu concluiu que uma estratégia de vacinação bem-sucedida permitiu que Tuvalu suspendesse as medidas de contenção do coronavírus (COVID-19) no final de 2022. No entanto, o custo econômico da pandemia foi significativo, com o crescimento real do PIB caindo de 13,8% em 2019 para -4,3% em 2020, embora tenha se recuperado para 1,8% em 2021. A inflação subiu para 11,5% em 2022, mas a projeção é que caia para 2,8% em 2028.

Ilhas de Tuvalu

## Geografia de Tuvalu
A agricultura em Tuvalu se concentra nos coqueiros e no cultivo de pulaka em grandes poços de solo adubado abaixo do lençol freático. A agricultura de subsistência de coqueiros para produzir copra e a pesca continuam sendo as principais atividades econômicas, principalmente na capital Funafuti. Não há uma grande disparidade de renda aparente entre os residentes, embora praticamente os únicos empregos nas ilhas que pagam um salário estável sejam os do governo, que representam cerca de dois terços dos que têm emprego formal. Cerca de 15% dos homens adultos trabalham como marinheiros em navios mercantes de bandeira estrangeira. O crescimento populacional nas ilhas externas, os limites de terras disponíveis e a falta de oportunidades de emprego resultam em um fluxo de pessoas das ilhas externas para a capital em Funafuti, com mais pressão para migrar para a Austrália ou Nova Zelândia. Há um alto índice de desemprego entre os jovens e poucos postos de trabalho estão sendo criados. Dada a ausência de recursos naturais (exceto o atum nas águas territoriais) e as restrições impostas à economia de Tuvalu devido ao seu afastamento e à falta de economias de escala, são necessárias políticas práticas para melhorar os meios de subsistência do crescente número de jovens tuvaluanos que aspiram a um estilo de vida mais abundante do que as gerações mais antigas.
Tuvalu compreende quatro ilhas de recife e cinco atóis verdadeiros que resultam em uma zona contígua: 44 km (24 milhas náuticas), zona econômica exclusiva: 370 km (200 milhas náuticas), mar territorial: 22 km (12 milhas náuticas). Seus vizinhos mais próximos são Kiribati, Nauru, Samoa e Fiji. Tuvalu trabalhou com a Secretaria da Comunidade do Pacífico (SPC) e a União Europeia e promulgou a Lei de Minerais do Fundo do Mar de 2014. O Projeto SPC-EU Pacific Deep Sea Minerals envolve a cooperação entre as Ilhas Cook, Fiji, Tonga e Tuvalu para que esses países tomem decisões informadas sobre futuras atividades minerais no fundo do mar.
A população é de 10 507 habitantes (censo de 2017), o que faz de Tuvalu o terceiro estado soberano menos populoso do mundo; em comparação com seus vizinhos imediatos, tem uma população maior que a de Nauru, mas é menor que a de Kiribati, que tem uma população permanente de pouco mais de 100 000 habitantes (2011). Em termos de tamanho físico do território, com apenas 26 quilômetros quadrados, Tuvalu é o quarto menor país do mundo; em comparação com seus vizinhos imediatos, Tuvalu é maior do que Nauru, que tem 21 quilômetros quadrados, e menor do que Kiribati, que compreende grupos de atóis dispersos em 3,5 milhões de quilômetros quadrados do Oceano Pacífico. A Zona Econômica Exclusiva (ZEE) de Tuvalu abrange uma área oceânica de aproximadamente 900 000 quilômetros quadrados.
Tuvalu é considerado um país seguro, com belezas naturais intocadas e pessoas amigáveis. No entanto, devido à sua localização remota, ao custo da viagem para a ilha e ao tráfego aéreo restrito, apenas um pequeno número de turistas visita o país a cada ano. A maioria dos visitantes de Tuvalu são funcionários do governo, trabalhadores humanitários, funcionários de ONGs ou consultores.

## Economia

### Recursos pesqueiros
Os tuvaluanos estão envolvidos principalmente com a agricultura e a pesca tradicionais. Também existem oportunidades de trabalho como observadores em barcos pesqueiros de atum, onde a função é monitorar a conformidade com a licença de pesca de atum do barco.
A economia de Tuvalu, portanto, depende muito da renda da pesca, com 42% da população envolvida na atividade pesqueira em vários níveis. A pesca na Zona Econômica Exclusiva (ZEE) consiste principalmente em atum gaiado, atum albacora e atum patudo. A ONU calculou o valor bruto da pesca em 43 773 582 dólares americanos (estimativa de 2007), o que representou a produção da pesca comercial costeira, da pesca de subsistência costeira, da pesca em alto-mar baseada localmente, da pesca em alto-mar estrangeira, da pesca em água doce e da aquicultura. Nos últimos anos, toda a renda foi gerada por meio das atividades listadas nas águas de Tuvalu, e não por meio de exportações diretas de Tuvalu. As atividades das embarcações de pesca internacionais, que em 2008 incluíam 42 embarcações de pesca com palangre, 3 embarcações com vara e linha e 126 cercadores com rede de cerco com retenida, superam em muito a atividade doméstica, com um volume de produção de 35 541 toneladas no valor de 40 924 370 dólares americanos (estimativa de 2009) ou 93,5% do valor bruto, embora Tuvalu mantenha uma participação considerável na renda por meio de licenciamento. Os acordos de licenciamento de pesca com Taiwan, Japão, Coreia do Sul, Nova Zelândia e Estados Unidos geraram uma receita de 9 milhões de dólares australianos em 2009. Em 2013, a receita das licenças de pesca dobrou para mais de 45% do PIB.
Em 29 de junho de 2017, a Corporação Nacional de Pesca de Tuvalu (NAFICOT) assinou um acordo de joint venture com a SAJO Indústria de Pesca da República da Coreia para operar o navio de pesca M.V. Taina na ZEE de Tuvalu e em águas de outras ilhas do Pacífico.
O orçamento de 2021 de Tuvalu estabeleceu uma mudança na política do governo em relação ao envolvimento em atividades de pesca, com uma mudança de acordos de joint venture (incluindo a venda da FV Taumoana por 10,4 milhões de dólares americanos) para apenas receber receita de licenças de pesca e receber taxas de gerenciamento para navios com bandeira.

### Remessas de marítimos tuvaluanos
Há algum tempo, os homens de Tuvalu estão empregados no exterior, trabalhando em navios de carga, principalmente em navios de propriedade alemã. As remessas dos marítimos são uma importante fonte de renda para suas famílias em Tuvalu. Em 2002, o Banco Asiático de Desenvolvimento aprovou um pacote de assistência para atualizar o Instituto de Treinamento Marítimo de Tuvalu (TMTI), que treina jovens tuvaluanos para poderem trabalhar a bordo de navios estrangeiros. Este projeto foi concluído em 2011. A crise financeira global, iniciada em 2007, afetou as atividades globais de exportação e importação e a demanda por transporte marítimo, o que reduziu a necessidade de marinheiros tuvaluanos.
O censo de 1991 identificou 272 marinheiros trabalhando em navios mercantes. Em 2002, o Sindicato dos Marinheiros Ultramarinos de Tuvalu (TOSU) estimou o número em 417 marinheiros trabalhando em navios. Em 2011, o BAD estimou que havia 800 graduados do TMTI registrados para trabalhar como marítimos. O BAD identificou que o número de tuvaluanos empregados como marítimos diminuiu constantemente de cerca de 340 em 2001 para apenas 205 em 2010; assim, de um total de 800 marinheiros qualificados, incluindo os que estavam de licença, quase 450 estavam desempregados. Esse declínio no emprego de marítimos reduziu as remessas de 2,4 milhões de dólares americanos em 2001 para uma projeção de 1,2 milhão em 2010. A Organização Internacional do Trabalho (OIT) também estima que, em 2010, havia aproximadamente 200 marinheiros tuvaluanos em navios. O Relatório de País do Fundo Monetário Internacional de 2014 descreveu o efeito da crise financeira global como uma redução da demanda pelos serviços dos marítimos tuvaluanos. Em outubro de 2013, havia cerca de 112 marítimos tuvaluanos trabalhando em navios de carga, em comparação com 361 em 2006. A consequência é que as remessas dos marinheiros para suas famílias em Tuvalu caíram em cerca de 9% do PIB. Em 2012, essas remessas foram de 10% do PIB de Tuvalu.
Embora tenha sido projetado um déficit orçamentário de 0,4 milhão de dólares australianospara 2015, o BAD avaliou o orçamento como tendo um superávit de 14,3 milhões como resultado das altas taxas de licença de pesca de atum. Na época, o BAD previu que a taxa de crescimento de 2% para 2015 continuaria em 2016.

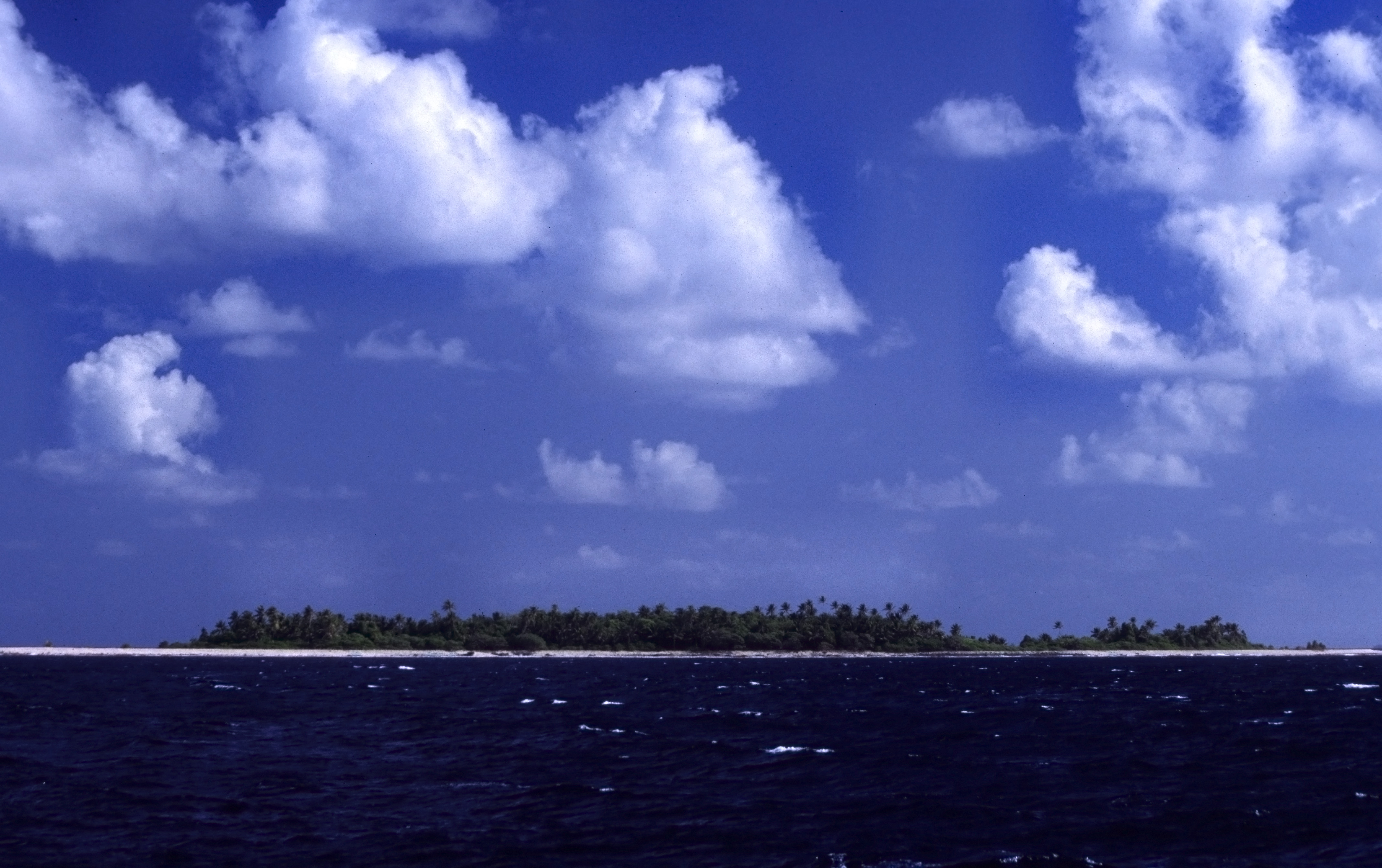
Funafuti

### Vulnerabilidade econômica
De 1996 a 2002, Tuvalu foi uma das economias das Ilhas do Pacífico com melhor desempenho e alcançou uma taxa média de crescimento real do PIB de 5,6% ao ano. Desde 2002, o crescimento econômico desacelerou, pois Tuvalu foi exposta a aumentos rápidos nos preços mundiais de combustível e alimentos, com o nível de inflação chegando a 10% em 2008 e caindo para 0% em novembro de 2010.
No entanto, devido ao alto nível de isolamento geográfico, macroeconômico e financeiro, à escala da área, à infraestrutura populacional e à agricultura, à mudança climática, à dependência do petróleo, à contração do PIB e à dependência econômica, muitas fontes da primeira década consideram Tuvalu uma economia extremamente vulnerável. O país também é dependente de combustível importado, com preços de gasolina cotados em  12 dólares por galão em 2009. O alto custo dos produtos petrolíferos incentivou o desenvolvimento de projetos de acesso à energia renovável em Tuvalu.
Embora listado pela ONU como um LDC de renda média baixa, ele tem uma pontuação muito alta em termos de Índice de Vulnerabilidade Econômica, com uma classificação de 79,7 de 100 em 2009, levando a ONU a afirmar que Tuvalu é o "país economicamente mais vulnerável do mundo". Devido aos fatores abordados anteriormente, Tuvalu tem uma receita limitada de exportações.

## Empreendimentos públicos

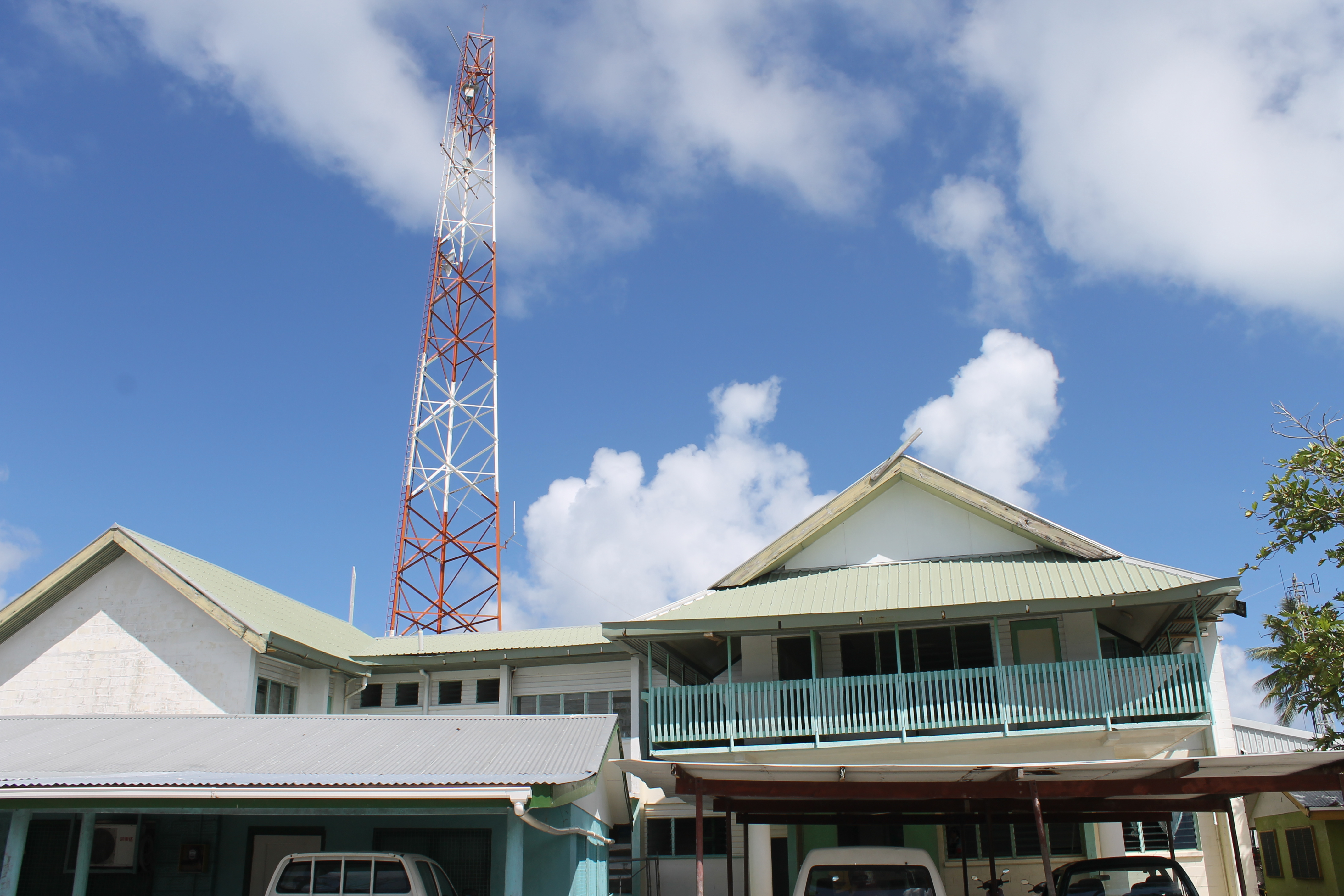
Escritórios da Corporação de Telecomunicações de Tuvalu

As empresas do setor público são a Corporação Nacional de Pesca de Tuvalu (NAFICOT), o Banco Nacional de Tuvalu, o Banco de Desenvolvimento de Tuvalu, a Corporação de Eletricidade de Tuvalu, a Corporação de Telecomunicações de Tuvalu, o Escritório Filatélico de Tuvalu, o Instituto de Treinamento Marítimo de Tuvalu e o Vaiaku Lagi Hotel.
O governo é o principal fornecedor de serviços de saúde por meio do Princess Margaret Hospital em Funafuti, que também opera clínicas médicas nas outras ilhas.
Os serviços bancários são fornecidos pelo Banco Nacional de Tuvalu. A partir de 7 de outubro de 2016, Tuvalu adota as obrigações do Artigo VIII do Acordo do FMI, para manter um sistema de câmbio isento de restrições de pagamentos para transações internacionais.
O Departamento de Mídia do Governo de Tuvalu opera uma estação nas frequências AM com o título de Radio Tuvalu. Fenui - news from Tuvalu é uma publicação digital gratuita do Departamento de Mídia de Tuvalu enviada por e-mail aos assinantes e opera uma página no Facebook, que publica notícias sobre atividades do governo e notícias sobre eventos de Tuvalu, como uma edição especial que cobre os resultados das eleições gerais.
O Fundo Nacional de Previdência de Tuvalu (TNPF) e a Cooperativa de Comércio de Copra (CTC) são de propriedade dos membros de cada organização. O TNPF concede empréstimos a seus membros, para os quais a conta de cada membro é usada como garantia. A Sociedade Cooperativa de Tuvalu é o principal atacadista e varejista de Tuvalu.

## Empreendimentos privados
A Organização Nacional do Setor Privado de Tuvalu, a Câmara Nacional de Comércio de Tuvalu e o Centro de Negócios de Tuvalu são ativos no apoio a empresas do setor privado. Para abrir uma empresa em Tuvalu, o investidor precisa de um capital inicial de 20 000 dólares australianos, um sócio tuvaluano e pagar uma taxa de registro de empresa de 100 dólares australianos. Em 2010, havia apenas sete empresas de propriedade estrangeira operando em Tuvalu, criadas, em sua maioria, por pequenos empresários asiáticos do setor de varejo e restaurantes.
A Mackenzie Trading Limited, criada por Mackenzie Kiritome em 2008, opera pequenas lojas de varejo nas ilhas externas para vender mercadorias em concorrência com a Co-operative Society, uma empresa de propriedade comunitária. Em 2010, a Mackenzie Trading Limited empregava 40 pessoas. Outros supermercados em Funafuti incluem a loja Edwin Food City, o Supermercado Messamasui, a loja SULANI Trading e as lojas JY Ocean Trading. As regulamentações governamentais proíbem o comércio aos domingos.

## Desenvolvimento de políticas econômicas e sociais (Te Kakeega/Te Kete)

Bandeira de Tuvalu

Te Kakeega foi a declaração da estratégia nacional para o desenvolvimento sustentável de Tuvalu, com metas econômicas e sociais a serem alcançadas no período de 2005 a 2015. Após consultas em cada ilha, a Cúpula Nacional sobre Desenvolvimento Sustentável (NSSD) foi realizada no Tausoalima Falekaupule, em Funafuti, de 28 de junho a 9 de julho de 2004. A reunião resultou na Declaração de Malefatuga, que é a base da Te Kakeega II - Estratégia Nacional para o Desenvolvimento Sustentável - 2005-2015, que "continha todos os projetos, programas, iniciativas de desenvolvimento e ideias de ajuda conhecidos adotados pelos doadores e pelos dois governos sucessivos de Tuvalu (2004-2006 e 2006 até o presente)".
A Te Kakeega III - Estratégia Nacional para o Desenvolvimento Sustentável 2016-2020 (TK III) inclui novas áreas estratégicas, além das oito identificadas na TK II. As áreas estratégicas adicionais são: mudança climática, meio ambiente, migração e urbanização, e oceanos e mares.
No plano de estratégia nacional para 2021-2030, o nome Te Kakeega foi substituído por Te Kete, que é o nome de uma cesta típica tradicional tecida com folhas de coco verdes ou marrons. Simbolicamente, Te Kete tem significado bíblico para as tradições cristãs tuvaluanas, fazendo referência à cesta ou ao berço que salvou a vida de Moisés.

## Fundo Soberano de Tuvalu
O Fundo Soberano de Tuvalu (Tuvalu Trust Fund - TTF) foi criado em 1987 pelo Reino Unido, Austrália e Nova Zelândia com cerca de 27 milhões de dólares australianos em capital. O TTF, um fundo de investimento no exterior administrado com prudência, contribuiu com cerca de (A$ 79 milhões), 15% do orçamento anual do governo a cada ano desde 1990. Com um valor de capital de cerca de 3,5 vezes o PIB, o TTF oferece um importante respaldo para as fontes de renda voláteis de Tuvalu provenientes da pesca e dos royalties da venda do domínio ponto-TV. O Relatório de País do FMI de 2014 observou que o valor de mercado do TTF caiu durante a crise financeira global, porém, em 2014, o valor total do fundo havia se recuperado para mais de 140 milhões de dólares australianos (3,5 vezes o PIB). Em 2018, o TTF totalizou cerca de 179 milhões. Em 2021, o TTF atingiu cerca de 192 milhões. Em 2021, o valor de mercado do TTF aumentou 12%, atingindo o nível mais alto já registrado (261% do PIB). No entanto, a volatilidade nos mercados de ações globais em 2022 resultou na queda do valor do TTF para 191 milhões.

O capital do Fundo Soberano é conhecido como "Conta A". A "Conta B" ou "Fundo de Investimento Consolidado" (CIF) é uma "conta-tampão" rotativa que recebe fundos dos retornos ou "desembolsos" da "Conta A". A operação do Fundo Soberano por meio de duas contas ajuda a estabilizar a situação financeira de longo prazo do governo de Tuvalu, bem como a atender às necessidades orçamentárias de curto prazo. A "Conta B", que pertence exclusivamente ao governo, retém as distribuições de renda da "Conta A" até que os fundos sejam necessários para serem usados no orçamento nacional. Portanto, ela serve como um amortecedor contra a volatilidade dos retornos da "Conta A", ou seja, durante os anos em que não há retornos ou os retornos são baixos. Brian Bell, membro do Comitê Consultivo do Fundo Fiduciário de Tuvalu desde o início do Fundo Fiduciário em 1987 até 2002, descreve o objetivo do Fundo Fiduciário como sendo:
"O Tuvalu Trust Fund tinha como objetivo fornecer uma fonte de receita para superar uma situação de déficit orçamentário crônico. A receita é distribuída ao governo da conta A para a conta B. O valor necessário é então sacado para a conta de receita consolidada como uma fonte adicional de receita para gastos com serviços governamentais por meio do orçamento obrigatório."
Uma avaliação no 20º aniversário do Fundo Soberano de Tuvalu descreveu o desempenho como sendo este:
"Nos primeiros vinte anos de operação, o Fundo cresceu para 106,6 milhões em valor de mercado em 30 de junho de 2007. A taxa real de retorno do Fundo foi, em média, de 6,2% ao ano, proporcionando 65,7 milhões em receita para Tuvalu. Desse total, 24,1 milhões foram usados para ajudar a financiar déficits orçamentários, 29,2 milhões foram reinvestidos no Fundo e 12,4 milhões foram mantidos no CIF, aguardando saque em 30 de junho de 2007. Os reinvestimentos subsequentes do governo no Fundo desde o início elevam as contribuições de Tuvalu ao Fundo para 29,8 milhões, incluindo a contribuição inicial de 1,6 milhão. Isso faz de Tuvalu o maior contribuinte do Fundo, o que comprova o compromisso de Tuvalu com a sustentabilidade de longo prazo do Fundo."

## Fundo Fiduciário Falekaupule
Em 1999, o Banco Asiático de Desenvolvimento e o governo de Tuvalu criaram o Fundo Fiduciário Falekaupule, que tem o objetivo de melhorar os serviços nas ilhas externas. Os conselhos das ilhas, compostos por líderes tradicionais, são responsáveis por administrar suas próprias finanças a partir de um orçamento alocado pelo governo de Tuvalu a partir do Falekaupule Trust Fund (FTF). Conforme a Lei Falekaupule, Falekaupule significa "assembleia tradicional em cada ilha... composta segundo o Aganu de cada ilha". Aganu significa costume e cultura tradicionais. O capital inicial do Fundo Fiduciário Falekaupule era de A$ 12 milhões. O valor de mercado do FTF aumentou:
"Em 30 de junho de 2007, o valor de mercado do FTF era de US$ 25,3 milhões. Após oito anos de operação, o FTF fez três distribuições, totalizando US$ 4,7 milhões. Uma conta de reserva foi estabelecida em 2005 com exatamente o mesmo objetivo do CIF, que é normalizar o fluxo de receita do investimento principal. Em 30 de junho de 2007, a conta de reserva do FTF era de US$ 1,4 milhão."
A crise financeira global afetou o FTF, que deve manter seu valor em termos reais antes que uma distribuição possa ser feita. Em 30 de setembro de 2010, o valor mantido era de 27,3 milhões, resultado do crescimento do capital e das contribuições dos parceiros de desenvolvimento. Esse valor é cerca de 3,5 milhões mais alto do que o valor de mercado de 23,8 milhões. A diferença de 15% entre o valor de mercado e o valor mantido deve ser recuperada antes que outra distribuição possa ser feita. Desde o início do FTF, houve quatro anos em que foram feitas distribuições. O FTF distribuiu 6,4 milhões, com cerca de 5,3 milhões alocados para o desenvolvimento da ilha (o saldo de 1,1 milhão é mantido em reserva pelas comunidades). Isso equivale a uma média de 55.000 gastos por ilha a cada ano.

## Receitas do governo

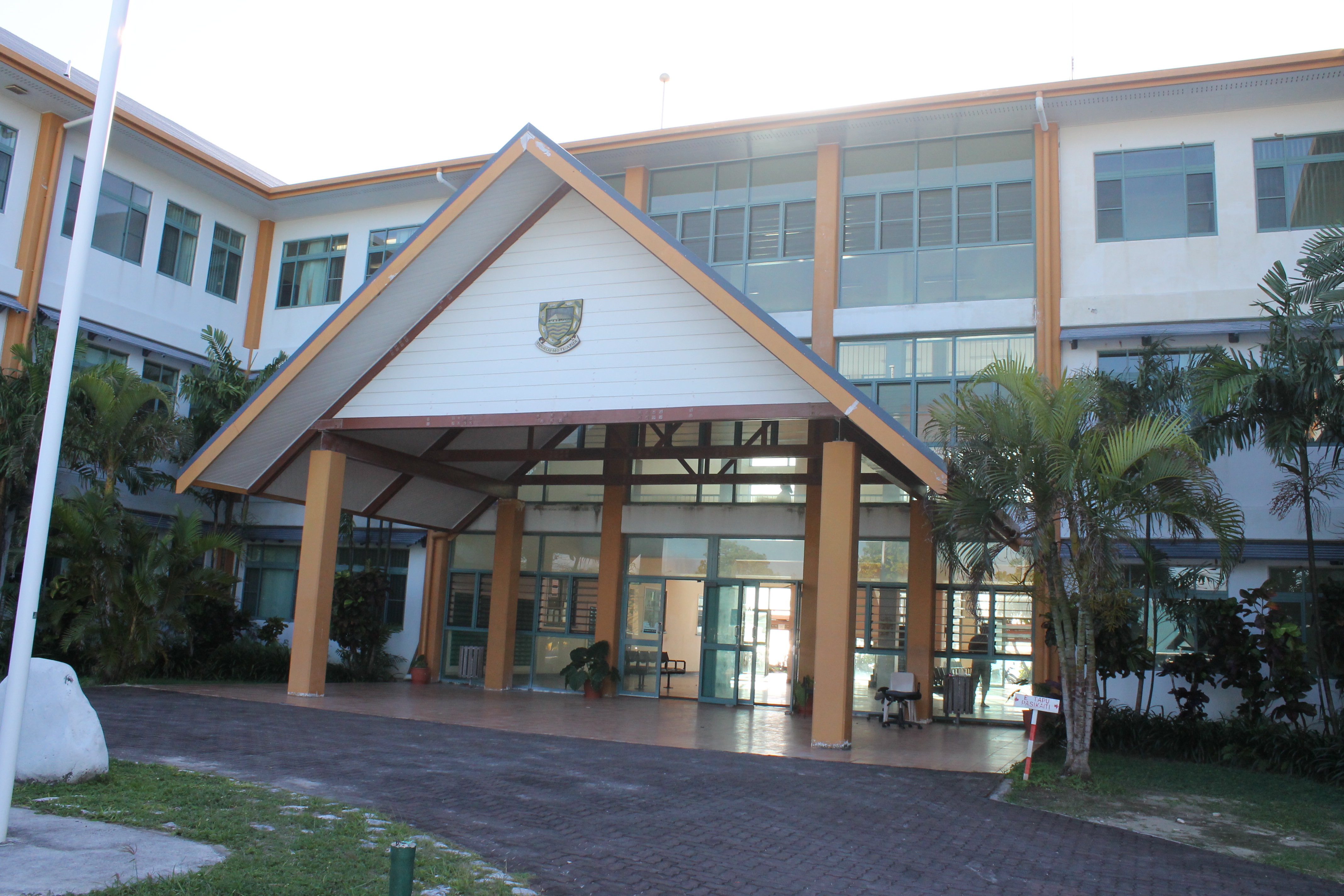
Prédio do governo em Funafuti

A receita do governo provém, em grande parte, da venda de selos e moedas, licenças de pesca, renda do Registro Naval de Tuvalu, renda do fundo soberano e do arrendamento do domínio de topo da Internet .tv.

### Fundo Soberano
O Fundo Soberano de Tuvalu foi criado visando ajudar a compensar os déficits nacionais, sustentar o desenvolvimento econômico e ajudar a nação a obter maior autonomia financeira. O Fundo contribuiu com aproximadamente (79 milhões de dólares australianos) 15% do orçamento anual do governo a cada ano desde 1990. Com um valor de capital de cerca de 2,5 vezes o PIB, ele oferece um importante apoio às fontes de renda voláteis de Tuvalu, provenientes da pesca e dos royalties da venda do domínio .tv. Para atender às necessidades do orçamento de 2013/14 do governo de Tuvalu, foi necessário sacar os montantes mantidos no Fundo de Investimento Consolidado (CIF) do Fundo Soberano de Tuvalu.

### Licenças de pesca
As licenças de pesca são uma importante fonte de receita. A pesca na área de 900.000 km2 de água consiste principalmente em atum gaiado, atum albacora e atum patudo. Os pagamentos do governo dos EUA feitos nos termos do Tratado do Atum do Pacífico Sul (SPTT) foram de cerca de 9 milhões de dólares em 1999. Em maio de 2013, representantes dos Estados Unidos e dos países das Ilhas do Pacífico concordaram em assinar documentos de acordo provisório para estender o Tratado Multilateral de Pesca (que engloba o Tratado de Atum do Pacífico Sul) para homologar o acesso às regiões de pesca no Pacífico Ocidental e Central para os barcos de atum dos EUA por 18 meses. Em 2015, Tuvalu se recusou a vender dias de pesca para determinadas nações e frotas que bloquearam as iniciativas de Tuvalu para desenvolver e sustentar sua própria atividade pesqueira. No ano de 2016, o Dr. Puakena Boreham, Ministro de Recursos Naturais, chamou a atenção para o Artigo 30 da Convenção da WCPF, que descreve a obrigação coletiva dos membros de considerar o ônus desproporcional que as medidas de gerenciamento podem impor aos estados em desenvolvimento situados em pequenas ilhas.

### Domínio .tv
O nome de domínio ".tv" gera cerca de 7 milhões de dólares australianos por ano em royalties. Em 2019, 8,4% da receita total do governo veio de royalties do .tv. O nome de domínio é procurado devido à sua semelhança com a abreviação da palavra televisão. A VeriSign, Inc. gerenciou o domínio .tv com o contrato em vigor até 2021. Em 14 de dezembro de 2021, o Ministério da Justiça, Comunicação e Relações Exteriores do governo de Tuvalu anunciou que havia selecionado o GoDaddy Registry como o novo provedor de serviços de registro, depois que a VeriSign não participou do edital. O sucesso do Twitch.tv e de outras plataformas de esportes eletrônicos e videogames significa que Tuvalu pode esperar obter mais receita com o domínio.

### Avaliação econômica
O Banco Asiático de Desenvolvimento descreveu a crise econômica global como tendo impacto em Tuvalu em, pelo menos, três aspectos: 
"(i) menor demanda por marinheiros de Tuvalu e, portanto, queda nas remessas; (ii) movimentos voláteis da taxa de câmbio que afetaram o valor das remessas, as receitas das taxas de licença de pesca e os preços dos alimentos; e (iii) menor valor de mercado do fundo soberano, que no final de maio de 2010 estava cerca de 12% abaixo do valor mantido. Assim, como resultado direto da crise, nenhuma distribuição foi feita do fundo para o orçamento de 2010 e outras distribuições são improváveis enquanto houver incerteza nos mercados financeiros internacionais."
O Relatório de 2010 do FMI sobre o país descreve a atividade econômica em Tuvalu como prejudicada pela redução das receitas obtidas no exterior, sendo que "espera-se que a economia não tenha quase nenhum crescimento em 2010 e que o crescimento seja zero ou até mesmo se torne negativo em 2011, devido à redução dos gastos do governo, e que permaneça baixo no médio prazo".
O Relatório sobre o país do FMI de 2014 observou que o crescimento real do PIB foi volátil, com média de apenas 1% na última década. O Relatório descreve as perspectivas de crescimento econômico como geralmente positivas, como resultado das grandes receitas provenientes das licenças de pesca, em conjunto com uma ajuda externa substancial, "embora, a médio e longo prazo, as perspectivas de crescimento possam ser prejudicadas pela predominância de empresas públicas ineficientes na economia, pela incerteza no setor pesqueiro e pela fraca competitividade".
O Relatório de País de 2021 do FMI concluiu que a rápida implementação das medidas de contenção da COVID-19 e os gastos fiscais relacionados à COVID financiados por receitas de pesca dinâmicas e doações permitiram que Tuvalu evitasse uma recessão em 2020.

## Situação de país menos desenvolvido
As Nações Unidas designam Tuvalu como um país menos desenvolvido devido ao seu potencial limitado de desenvolvimento econômico, à ausência de recursos exploráveis e ao seu pequeno tamanho e vulnerabilidade a choques econômicos e ambientais externos. Tuvalu participa do Quadro Integrado Reforçado para Assistência Técnica Relacionada ao Comércio para Países Menos Avançados, estabelecido em outubro de 1997 sob os auspícios da Organização Mundial do Comércio. Em 2013, Tuvalu adiou para 2015 sua graduação da posição de país menos desenvolvido para país em desenvolvimento. O primeiro-ministro Enele Sopoaga disse que esse adiamento era necessário para manter o acesso de Tuvalu aos fundos fornecidos pelo Programa de Ação Nacional para a Adaptação Às Mudanças Climáticas das Nações Unidas (NAPA), pois "uma vez que Tuvalu se torne um país desenvolvido, ele não será considerada para receber assistência financeira para programas de adaptação às mudanças climáticas, como o NAPA, que só é destinado aos LDCs". Tuvalu cumpriu as metas para que deixasse a posição de LDC. O primeiro-ministro, Enele Sopoaga, quer que as Nações Unidas reconsiderem seus critérios para a graduação da situação de LDC, pois não é dado peso suficiente à situação ambiental de pequenos estados insulares como Tuvalu na aplicação do Índice de Vulnerabilidade Ambiental.

## Ajuda internacional
A Austrália e a Nova Zelândia continuam a contribuir com capital para o fundo soberano de Tuvalu e fornecem outras formas de auxílio ao desenvolvimento. Apoio financeiro a Tuvalu também é fornecido por Japão, Coreia do Sul e União Europeia.
Tuvalu juntou-se ao Banco Asiático de Desenvolvimento (BAD) em 1993. Para melhorar a eficácia do auxílio, o governo de Tuvalu, o BAD, a AusAID e a NZAID assinaram a Declaração dos Parceiros de Desenvolvimento (DPD) em 2009. A DPD foi projetada para melhorar a eficácia da ajuda, tanto na implementação de projetos específicos quanto na assistência ao governo de Tuvalu para alcançar indicadores de referência de desempenho.
Tuvalu tornou-se membro do Fundo Monetário Internacional (FMI) em julho de 2010 e também se associou ao Banco Mundial. Em 2013, o Banco Mundial aprovou um financiamento de 6,06 milhões de dólares americanos para o Projeto de Investimento em Aviação de Tuvalu (TvAIP), visando melhorar a segurança operacional e a supervisão do transporte aéreo internacional, além da infraestrutura do Aeroporto Internacional de Funafuti.

Tuvalu participa da Quadro Integrado Reforçado para Assistência Técnica Relacionada ao Comércio para Países Menos Avançados, criada em outubro de 1997 como parte da Organização Mundial do Comércio. Em 2013, Tuvalu postergou sua graduação da condição de país menos desenvolvido a país em desenvolvimento para 2015. O primeiro-ministro Enele Sopoaga disse que esse adiamento era necessário para manter o acesso de Tuvalu aos fundos fornecidos pelo Programa de Ação Nacional para a Adaptação das Nações Unidas (NAPA), pois "uma vez que Tuvalu se torne um país desenvolvido, ele não será considerada para receber assistência financeira para programas de adaptação às mudanças climáticas, como o NAPA, que só é destinado aos LDCs". Tuvalu havia cumprido as metas para se graduar da categoria de LDC. O primeiro-ministro, Enele Sopoaga, quer que as Nações Unidas reconsiderem seus critérios para a graduação de LDC, pois, segundo ele, não é dado peso suficiente à situação ambiental de pequenos estados insulares como Tuvalu. Sopoaga afirmou que:
"A aplicação atual desses critérios nos parece totalmente não realista e talvez muito errada. Precisamos resolver isto. A aplicação dos critérios atuais - não temos nenhum problema com os critérios, mas com a sua aplicação - o Índice de Vulnerabilidade Ambiental deve ser um dos dois."
Em 18 de fevereiro de 2016, Tuvalu assinou a Carta do Fórum de Desenvolvimento das Ilhas do Pacífico e ingressou formalmente no Fórum de Desenvolvimento das Ilhas do Pacífico (PIDF). Em junho de 2017, Tuvalu assinou o Acordo do Pacífico sobre Relações Econômicas Mais Estreitas (PACER).

## Programas de mitigação das mudanças climáticas e de recuperação de ciclones
A Comissão de Geociência Aplicada do Pacífico Sul (SOPAC) sugere que, embora Tuvalu seja vulnerável às mudanças climáticas, problemas ambientais como o crescimento populacional e o gerenciamento costeiro deficiente também afetam o desenvolvimento sustentável. A SOPAC classifica o país como extremamente vulnerável, com base no Índice de Vulnerabilidade Ambiental. O Programa de Ação Nacional para a Adaptação (NAPA) de Tuvalu descreve uma resposta ao problema da mudança climática usando os esforços combinados de vários órgãos locais em cada ilha que trabalharão com os líderes comunitários locais (os Falekaupule). O escritório principal, o Departamento de Meio Ambiente, é responsável pela coordenação das organizações não governamentais, entidades religiosas e outras partes interessadas. Cada um dos grupos nomeados é responsável pela implementação do NAPA de Tuvalu, o principal plano de adaptação aos efeitos adversos do uso humano e da mudança climática.
O estabelecimento do Fundo de Sobrevivência de Tuvalu (TSF) de A$ 5 milhões no orçamento de Tuvalu de 2016 foi direcionado para a mitigação da mudança climática e para as despesas de recuperação que se seguiram ao impacto do ciclone Pam, que atingiu Tuvalu em 2015.
O Projeto de Adaptação Costeira de Tuvalu (TCAP) foi lançado em 2017 a fim de aumentar a resiliência das ilhas de Tuvalu para enfrentar os desafios resultantes do aumento do nível do mar. Tuvalu foi o primeiro país do Pacífico a acessar o financiamento climático do Fundo Verde para o Clima, com o apoio do PNUD. Em dezembro de 2022, foi iniciado o trabalho no projeto de recuperação de Funafuti. O projeto consiste em dragar a areia da lagoa para construir uma plataforma em Fongafale, Funafuti, com 780 metros de comprimento e 100 metros de largura, projetada para permanecer acima do aumento do nível do mar e do alcance das ondas de tempestade para além do ano 2100. O Departamento de Negócios Estrangeiros e Comércio da Austrália (DFAT) também forneceu financiamento para o TCAP. Outros projetos que fazem parte do TCAP são obras de infraestrutura nas ilhas externas de Nanumea e Nanumaga visando reduzir a exposição a danos costeiros resultantes de tempestades.
Em 26 de setembro de 2023, o Banco Mundial (BM) aprovou 11,5 milhões de dólares americanos (18 milhões australianos) em novos financiamentos para Tuvalu como parte do Primeiro Programa de Financiamento de Políticas de Desenvolvimento de Resiliência a Desastres e Clima do BM. Esse apoio do BM inclui um subsídio de política de desenvolvimento de 7,5 milhões de dólares (11,8 milhões australianos). Este subsídio é direcionado para auxiliar o Escritório Nacional de Gerenciamento de Desastres de Tuvalu na coordenação das atividades de resposta pós-desastre, bem como para o trabalho da Unidade Nacional de Avaliação do Código de Construção de Tuvalu, do Departamento de Obras Públicas, a fim de desenvolver uma infraestrutura mais resistente a desastres em Tuvalu. O programa do BM inclui uma Opção de Saque Diferido por Catástrofe (Cat DDO) adicional de 4 milhões (6,3 milhões de dólares australianos). Os fundos do Cat DDO são disponibilizados no caso de um desastre natural. O objetivo do subsídio do BM é apoiar a melhoria do monitoramento e dos relatórios para a avaliação dos riscos climáticos e de desastres de Tuvalu e ajudar o governo a acelerar o fluxo de suprimentos essenciais para as ilhas de Tuvalu após emergências e desastres naturais.

## PIB e outros indicadores econômicos
O dólar tuvaluano e o dólar australiano são as duas moedas oficiais de Tuvalu.
Moeda: 1 dólar tuvaluano ($T) ou 1 dólar australiano (A$) = 100 centavos
PIB:
- A$ 0,068 bilhão (nominal, estimativa de 2019);[1]
- A$ 0,07 bilhão (nominal, estimativa de 2020);[1]
- A$ 0,074 bilhão (nominal, estimativa de 2021);[1]
- A$ 0,049 bilhão (PPC, estimativa de 2019);[1]
- A$ 0,05 bilhão (PPC, estimativa de 2020);[1]
- A$ 0,052 bilhão (PPC, estimativa de 2021).[1]

PIB nominal: 
- A$ 47 milhões (2015);[49]
- A$ 49 milhões (2016);[49]
- A$ 59,1 milhões (2017);[50]
- A$ 64,4 milhões (2018);[50]
- A$ 77,9 milhões (2019);[86]
- A$ 75,2 milhões (2020);[86]
- A$ 80,1 milhões (2021);[86]
- A$ 85,2 milhões (2022, estimado);[86]
- A$ 93,8 (2023, projetado);[86]
- A$ 100,9 (2024, projetado);[86]
- A$ 107,9 (2025, projetado).[86]

PNB per capita: 
- $ 4 760 (2010)[8]

PIB per capita: 
- $ 2 447 (2009);[10]
- $ 3 400 (2015 estimado);[16]
- $ 3 700 (2016 estimado);[16]
- $ 3 898 (2017 estimado);[16]
- $ 3 948 (2018 estimado);[16]
- $ 4 281 (2019 estimado);[16]
- $ 4 515 / A$ 7 152 (2021 estimado).[87]

PIB - composição por setor:
- Agricultura: 24,5% (estimativa de 2012);[16]
- Indústria: 5,6% ( estimativa de 2012);[16]
- Serviços: 70% ( estimativa de 2012).[16]

Crescimento e inflação:
| Crescimento e inflação: (variação percentual)      | Est. 2008 | Est. 2009 | Est. 2010 | Est. 2011 | Est. 2012 | Est. 2013 | Est. 2014 | Est. 2015 | Est. 2016 |
| -------------------------------------------------- | --------- | --------- | --------- | --------- | --------- | --------- | --------- | --------- | --------- |
| Crescimento real do PIB                            | 6%        | -4%       | -2,7%     | 8,4%      | 0,2%      | 1,3%      | 2,2%      | 9,1%      | 3%        |
| Índice de preços ao consumidor (final de período): | 10%       | 0%        | -1,9%     | 0,5%      | 1,4%      | 2%        | 3,3%      | 4%        | 2,6%      |

| Crescimento e inflação: (variação percentual)      | Est. 2017 | Est. 2018 | Est. 2019 | Est. 2020 | Est. 2021 | Est. 2022 | Proj. 2023 | Proj. 2024 | Proj. 2025 |
| -------------------------------------------------- | --------- | --------- | --------- | --------- | --------- | --------- | ---------- | ---------- | ---------- |
| Crescimento real do PIB                            | 3,2%      | 4,3%      | 13,8%     | -4,3%     | 1,8%      | 0,7%      | 3,9%       | 3,5%       | 2,4%       |
| Índice de preços ao consumidor (final de período): | 4,1%      | 2,2%      | 3,5%      | 1,9%      | 6,2%      | 11,5%     | 5,9%       | 3,7%       | 3,4%       |

Taxa de crescimento industrial: 
- -26,1% (estimativa de 2012).[16]

População total: 
- 10 507 (Censo de 2017).[19]

Força de trabalho por ocupação: as pessoas ganham a vida principalmente por meio da exploração do mar, dos recifes e dos atóis e dos salários enviados para casa por aqueles que trabalham no exterior, na Austrália e na Nova Zelândia, e por marinheiros que trabalham em navios mercantes.
Força de trabalho: 
- 3 615 (estimativa de 2004).[16]

Taxa de desemprego: 
- 16,3% (2004).[10]

População abaixo da linha da pobreza: 
- 26,3% (estimativa de 2010).[16]

Orçamento (2010 a 2013):
| Orçamento                      | 2010            | 2011            | 2012            | 2013            |
| ------------------------------ | --------------- | --------------- | --------------- | --------------- |
| Total de receitas e concessões | A$ 24,9 milhões | A$ 26,3 milhões | A$ 32,5 milhões | A$ 42,7 milhões |
| Total de gastos                | A$ 33,2 milhões | A$ 29,7 milhões | A$ 28,9 milhões | A$ 32,2 milhões |

Orçamento (2014 a 2019):
| Orçamento                                          | 2014       | 2015       | 2016        | 2017        | 2018       | 2019        |
| -------------------------------------------------- | ---------- | ---------- | ----------- | ----------- | ---------- | ----------- |
| Receita nacional total                             | A$ 41,97 m | A$ 52,12 m | A$ 71,1 m   | A$ 63,50 m  | A$ 59,23 m | A$ 55,74 m  |
| Despesas recorrentes totais                        | A$ 37,07 m | A$ 46,82 m | A$ 57,07 m  | A$ 51,94 m  | A$ 38,15 m | A$ 58,35 m  |
| Balanço estrutural                                 | A$ 4,90 m  | A$ 5,30 m  | A$ 14,03 m  | A$ 11,57 m  | A$ 21,09 m | (A$ 2,61 m) |
| Despesas discricionárias                           | A$ 4,42 m  | A$ 13,8 m  | A$ 19,28 m  | A$ 16,38 m  | A$ 16,23 m | A$ 26,5 m   |
| Despesas obrigatórias                              |            |            | A$ 609 112  | A$ 699 850  | A$ 549 222 | A$ 772 181  |
| Déficit de financiamento interno                   | A$ 479 778 | (A$ 8,5 m) | (A$ 5,86 m) | (A$ 5,52 m) | A$ 4,3 m   | A$ 29,89 m  |
| Ajuda de parceiros de desenvolvimento (recorrente) | A$ 5 m     | A$ 3,22 m  | A$ 8,5 m    | A$ 8,33 m   | A$ 4,05 m  | A$ 9,17 m   |
| Ajuda de parceiros de desenvolvimento (esporádica) | A$ 6,62 m  | A$ 9,86 m  | A$ 6,9 m    | A$ 4,63 m   | A$ 5,77 m  | A$ 19,35 m  |
| Superávit/déficit orçamentário                     | A$ 12,11 m | A$ 4,58 m  | A$ 9,55 m   | A$ 7,44 m   | A$ 14,12 m | (A$ 1,36 m) |

Orçamento (2020 a 2023):
| Orçamento                             | Est. 2020    | Est. 2021    | Proj. 2022   | Proj. 2023 |
| ------------------------------------- | ------------ | ------------ | ------------ | ---------- |
| Receita nacional total                | A$ 64,99 m   | A$ 54,08 m   | A$ 44,63 m   | A$ 44,83 m |
| Despesas recorrentes totais           | A$ 56,61 m   | A$ 72,76 m   | A$ 73,14 m   | A$ 73,49 m |
| Balanço estrutural                    | A$ 8,38 m    | A$ 18,68 m   | A$ 28,51 m   | A$ 28,66 m |
| Despesas discricionárias              | A$ 30,73 m   | A$ 33,84 m   | A$ 16 m      | A$ 16 m    |
| Despesas obrigatórias                 | A$ 769 700   | A$ 1,5 m     | A$ 1,33 m    | A$ 1,33 m  |
| Déficit de financiamento interno      | (A$ 29,89 m) | (A$ 15,04 m) | (A$ 14,72 m) | -          |
| Ajuda de parceiros de desenvolvimento | A$ 28,66 m   | A$ 34,58 m   | A$ 34,58 m   | A$ 34,58 m |
| Superávit/déficit orçamentário        | A$ 5,54 m    | -            | A$ 10,82 m   | A$ 11,33 m |

Finanças do governo:
| Finanças do governo: (% do PIB) | 2015 | 2016 | 2017   | 2018   | 2019   | 2020   | 2021   | Est. 2022 | Proj. 2023 | Proj. 2024 | Proj. 2025 |
| --- | ---- | ---- | ------ | ------ | ------ | ------ | ------ | --------- | ---------- | ---------- | ---------- |
| Receitas e concessões | 136% | 138% | 108,6% | 156,1% | 111,8% | 129,4% | 102,6% | 119,8%    | 110,5%     | 107%       | 101,4%     |
| Receita corrente: | 102% | 113% | 86,6%  | 118,1% | 82,9%  | 95,6%  | 86,4%  | 89%       | 67,9%      | 72,9%      | 71%        |
| Taxas de licença de pesca | 51%  | 68%  | 44,1%  | 79,8%  | 49%    | 58,8%  | 49,2%  | 45,6%     | 38,6%      | 43,6%      | 41,7%      |
| Concessões: | 34%  | 25%  | 21,9%  | 38%    | 28,9%  | 33,7%  | 16,2%  | 30,7%     | 42,6%      | 34,2%      | 30,4%      |
| Despesa total | 121% | 131% | 106,5% | 125,8% | 112,9% | 121,2% | 116,5% | 111%      | 109,3%     | 105,9%     | 104,7%     |
| Despesas correntes | 99%  | 111% | 84%    | 81,8%  | 70,8%  | 78,6%  | 93,3%  | 98,2%     | 98,2%      | 94,7%      | 93,1%      |
| Despesas de capital (1) | 22%  | 19%  | 22,4%  | 43,9%  | 42,1%  | 46,1%  | 30,1%  | 20,9%     | 24%        | 26,1%      | 26,1%      |
| Balanço geral | 15%  | 7%   | 2,1%   | 30,3%  | -1,1%  | 8,2%   | -13,8% | 8,8%      | 1,1%       | 1,1%       | -3,3%      |
| Balanço geral (excluindo concessões) | -47% | -67% | -41,5% | -43,6% | -30%   | -25,6% | -30,1% | -22%      | -41,4%     | -33%       | -33,7%     |
| Balanço corrente doméstico (2) | -47% | -67% | -41,5% | -43,6% | -36,8% | -32,6% | -60,8% | -58,9%    | -56%       | -50,6%     | -49,3%     |
| (1) Inclui o Fundo Especial de Desenvolvimento e o desenvolvimento de infraestrutura. (2) O balanço corrente doméstico exclui receitas de pesca, concessões e despesas de capital. |      |      |        |        |        |        |        |           |            |            |            |

Eletricidade, capacidade de geração instalada: 
- 5.100 kW (2011).[16]

Eletricidade a partir de combustíveis fósseis: 
- 96% da capacidade total instalada (estimativa de 2015).[16]

Setores: 
- Pesca;
- Turismo;
- Copra.

Produtos agrícolas: 
- Coco;
- Peixe.

Exportações: 
- US$ 1 milhão (2004);
- US$ 600 000 (estimativa de 2010).[16]

Parceiros de exportação: EUA 18,2%, Bósnia e Herzegovina 17%, Fiji 14,8%, Nigéria 14,2%, Alemanha 8,2%, África do Sul 5,9%, Colômbia 5,1% (2017).
Importações: 
- US$ 12,91 milhões (2005);
- US$ 238,6 milhões (estimativa de 2012);
- US$ 136,5 milhões (estimativa de 2013).[16]

Commodities importadas: 
- Alimentos;
- Animais;
- Combustíveis fósseis;
- Maquinário;
- Produtos manufaturados.[16]

Parceiros de importação: Cingapura 33,4%, Coreia do Sul 11,5%, Austrália 10,8%, NZ 8%, Fiji 7,5%, Chile 6,1%, África do Sul 5%, Japão 5% (2017).
Ajuda financeira: 
- US$ 30,4 milhões (2009);
- US$ 19,7 milhões (estimativa de 2010).[10]

Observação: os principais doadores são Austrália, Nova Zelândia, União Europeia, Japão e EUA.
Taxas de câmbio: Dólares tuvaluanos ou dólares australianos por dólar americano - 1,0902 (2010), 1,2822 (2009), 1,2137 (2007), 1,3285 (2006); 0,9695 (2011 est.); 0,97 (2012 est.); 1,1094 (2013 est.); 1,67 (2014 est.); 1,33 (2015 est.).
Ano fiscal: ano civil.